# Ime Okon
Ime Okon (20 febbraio 2004) è un calciatore sudafricano, difensore dell'Hannover 96.

## Caratteristiche tecniche
È un difensore centrale.

## Carriera
Cresciuto nel settore giovanile del SuperSport Utd, ha debuttato in prima squadra il 5 agosto 2023 nell'incontro di prima divisione sudafricana vinto 2-0 contro il Richards Bay; ha segnato il suo primo gol il 3 aprile 2024, nella trasferta pareggiata 2-2 contro il Golden Arrows.
Il 1º luglio 2025 è stato acquistato a titolo definitivo dall'Hannover 96, club della seconda divisione tedesca.

## Statistiche

### Presenze e reti nei club
Statistiche aggiornate al 30 luglio 2025.
| Stagione              | Squadra               | Campionato            | Campionato | Campionato | Coppe nazionali | Coppe nazionali | Coppe nazionali | Coppe continentali | Coppe continentali | Coppe continentali | Altre coppe | Altre coppe | Altre coppe | Totale | Totale | Totale |
| Stagione              | Squadra               | Comp                  | Pres       | Reti       | Comp            | Pres            | Reti            | Comp               | Pres               | Reti               | Comp        | Pres        | Reti        | Pres   | Reti   |        |
| --------------------- | --------------------- | --------------------- | ---------- | ---------- | --------------- | --------------- | --------------- | ------------------ | ------------------ | ------------------ | ----------- | ----------- | ----------- | ------ | ------ | ------ |
| 2023-2024             | SuperSport Utd        | PD                    | 23         | 1          | CS+CdL+MTN8     | 2+1+1           | 0               | CAF CC             | 6                  | 0                  | -           | -           | -           | 33     | 1      |        |
| 2024-2025             | SuperSport Utd        | PD                    | 20         | 0          | CS+CdL+MTN8     | 3+1+0           | 1+0+0           | -                  | -                  | -                  | -           | -           | -           | 24     | 1      |        |
| Totale SuperSport Utd | Totale SuperSport Utd | Totale SuperSport Utd | 43         | 1          |                 | 8               | 1               |                    | 6                  | 0                  |             | -           | -           | 57     | 2      |        |
| 2025-2026             | Hannover 96           | 2L                    | 0          | 0          | CG              | 0               | 0               | -                  | -                  | -                  | -           | -           | -           | 0      | 0      |        |
| Totale carriera       | Totale carriera       | Totale carriera       | 43         | 1          |                 | 8               | 1               |                    | 6                  | 0                  |             | -           | -           | 57     | 2      |        |